# Eleição municipal de Erechim em 1988
A eleição municipal em Erechim em 1988 decorreu em 15 de novembro para eleger um prefeito, um vice-prefeito e vinte e um vereadores, sem a possibilidade de um segundo turno. Os mandatos dos candidatos eleitos nesta eleição duraram ente 1º de janeiro de 1989 a 1º de janeiro de 1993.
O candidato Elói João Zanella, do PFL, foi eleito com mais de 36% dos votos, superando aos adversários Alderico Miola, do PMDB, Elídio Cervo do PDT e Nédio Piran, do PT.

## Resultados

### Prefeito
| Candidato(a)                 | Vice                   | 1º turno 15 de novembro de 1988 | 1º turno 15 de novembro de 1988 |
| Candidato(a)                 | Vice                   | Total                           | Percentagem                     |
| ---------------------------- | ---------------------- | ------------------------------- | ------------------------------- |
| Elói João Zanella (PFL)      | Narciso Paludo         | 12.383                          | 36,96%                          |
| Alderico Albino Miola (PMDB) | Antônio Dexheimer      | 10.394                          | 31,02%                          |
| Elidio Cervo (PDT)           | Giovani Beraldin       | 6.243                           | 18,63%                          |
| Nédio Piran (PT)             | Jones José Budrys      | 4.483                           | 13,38%                          |
| Total de votos válidos       | Total de votos válidos | 33.503                          |                                 |
| → Votos em branco            |                        |                                 |                                 |
| → Votos nulos                |                        |                                 |                                 |
| Total                        |                        |                                 |                                 |
| Abstenções                   |                        |                                 |                                 |
| Total de inscritos           | Total de inscritos     |                                 | 100%                            |

### Vereadores eleitos
| Partido | Partido | Candidato               | Votos populares | Votos populares |
| Partido | Partido | Nome                    | Votos           |                 |
|         | PMDB    | Carlinda Poletto Farina | 1.274           |                 |
|         | PMDB    | Luiz Antônio Tirello    | 954             |                 |
|         | PFL     | Joselito Luis Dal Más   | 924             |                 |
|         | PT      | Waldomiro Fioravante    | 907             |                 |
|         | PDT     | Moacir João Tormen      | 765             |                 |
|         | PPB     | Celso Alves Machado     | 715             |                 |
|         | PFL     | Ivo Nazzari             | 679             |                 |
|         | PFL     | Solani Cezar Rigo       | 661             |                 |
|         | PFL     | Nery Gasperin           | 647             |                 |
|         | PFL     | Elidio Scaranto         | 621             |                 |
|         | PFL     | Leri Alberto Lorenzetti | 510             |                 |
|         | PMDB    | Eleonir José Gollin     | 481             |                 |
|         | PT      | Paulo Roberto Farina    | 459             |                 |
|         | PFL     | Loredan David Tonin     | 443             |                 |
|         | PFL     | Ayrton José Matte       | 437             |                 |
|         | PMDB    | Luiz Frizzo             | 426             |                 |
|         | PFL     | Silvestre Cordone       | 418             |                 |
|         | PDT     | Waldemar Dornfeld       | 416             |                 |
|         | PDT     | Helly Luiz Parenti      | 413             |                 |
|         | PMDB    | Ibanor Antonio Morandin | 413             |                 |
|         | PDT     | Terezinha Maria Peccin  | 356             |                 |